# Gare de Blakstad
La gare de Blakstad est une halte ferroviaire de la ligne d'Arendal, située dans la commune de Froland et à 302,5 km d'Oslo. 

## Histoire
L'ancienne gare avait été construite par Paul Armin Due et mise en service en 1908. Devenue une halte ferroviaire en 1958, elle fut vendue en 1988 et est devenue une habitation privée. 
La nouvelle halte ferroviaire est construite en 1989 un kilomètre plus au nord que la gare. La halte ferroviaire de Hurv fut alors supprimée.